# Röntgensugárzás
A röntgensugárzás nagyenergiájú elektromágneses sugárzás, amelynek hullámhossza a néhányszor 10 nanométer és a néhányszor 10 pikométer közé esik. A határok nem szigorúak, de ennek megfelelően a frekvenciája nagyjából (30 PHz és 30 EHz (30·1015 Hz és 30·1018 Hz) közötti. Legfontosabb felhasználási területei az orvostudomány és a kristálytan. Mivel a röntgensugárzásban terjedő röntgenfoton energiája nagyjából 0,1 keV és 1 MeV között lehet, ezért ionizáló sugárzás, azaz élettanilag veszélyes.

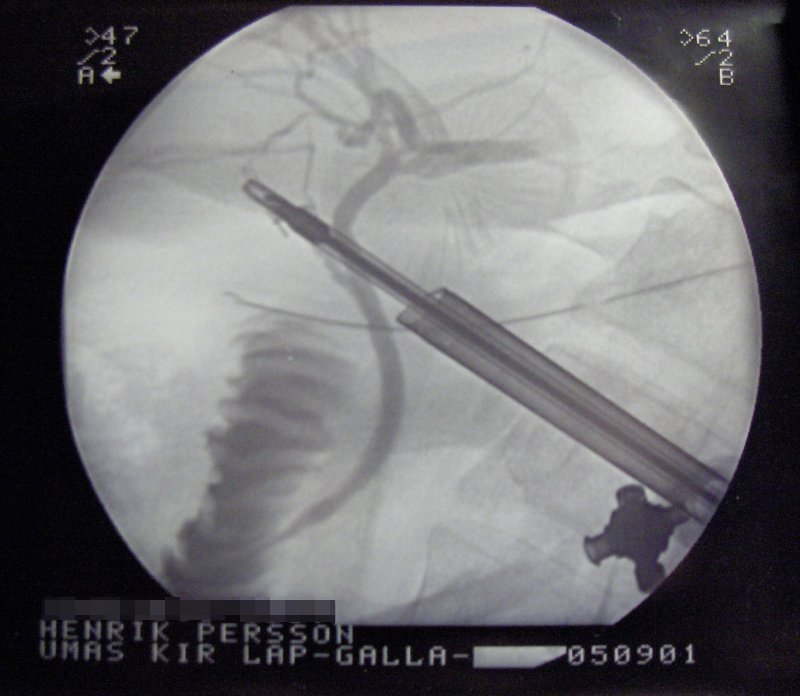
Röntgenfelvétel laparoszkópos műtét közben

## Fizikája

Vízhűtésű röntgencső egyszerűsített ábrája

Egy ródiummal (Rh) bevont anódú, 60 kV-os feszültségen működtetett röntgencsőből származó röntgensugárzás

A röntgensugárzás nagyobb hullámhosszú (így kisebb energiájú) része az elektromágneses spektrumban az ibolyántúli sugárzáshoz csatlakozik, ezt nevezzük lágy röntgensugárzásnak. A kisebb hullámhosszú (nagyobb energiájú) – kemény röntgensugárzásnak nevezett – tartomány a gamma-sugárzással szomszédos, részben átfedésben is azzal. Ezért az utóbbi kettőt nem is a hullámhosszuk, hanem a keletkezésük mögött álló fizikai folyamatok alapján különböztetjük meg. A gamma-sugárzás atommag átalakulások során jön létre, a röntgensugárzást ellenben nagyenergiájú elektronfolyamatok (nagy sebességre felgyorsított elektronok és egy anyagi közeg kölcsönhatása) hozzák létre.
A megfigyelt röntgenszínképek hullámhossza 0,016 nm és 66 nm közötti, nagyon széles tartomány, mintegy 12 oktáv. 

### Röntgensugárzás mesterséges előállítása
A röntgensugárzás mesterséges előállításához használt eszköz a röntgencső. A légritkított térben lévő elektródákra nagyfeszültséget kapcsolva, a katódból kilépő elektronok az anód felé gyorsulnak, majd a magas olvadáspontú fémből (gyakran volfrám) készült anódba becsapódva jön létre a röntgensugárzás. A keletkezéséért felelős kétféle fizikai folyamatnak megfelelően a sugárzás spektruma is kétféle jelleget mutat. További részletek a röntgencső szócikkben.

### Fajtái keletkezés szerint
A széles, folytonos spektrum a fékezési sugárzásból, a vonalszerű spektrum a karakterisztikus sugárzásból származik. 
A fékezési sugárzást a nagy rendszámú atommagok erős elektromos terén szóródó elektronok hozzák létre. A lefékeződés során az elektronok energiájuk kis részét röntgenfotonok formájában kisugározzák, az energia másik része pedig hővé alakul. A sugárzás spektruma folytonos, a rövid hullámhosszú oldalon éles határral.
A karakterisztikus sugárzás úgy jön létre, hogy az anódba becsapódó, elég nagy energiájú elektron képes az atom egy, az atommaghoz közeli, belső elektronhéjon lévő elektronját kiütni. Az így megüresedő energiaszintű állapotra aztán egy magasabb energiájú elektron kerül, és az átmenet során az energiakülönbségnek megfelelő röntgenfoton emittálódik. Spektruma vonalas, a vonalak helyzete az adott atomra jellemző.

## Alkalmazása

### Orvostudomány
A röntgensugárzást leginkább az orvoslásban, azon belül a diagnosztikában, az eszközpozicionálásban és a terápiában használják. Az orvosi diagnosztikában használt sugárzás erőssége 20–200 keV közötti energiájú, míg a terápiás sugárzás erőssége akár néhány MeV is lehet, ennek előállítására már gyorsítókat használnak. A röntgensugarak biológiai hatása – gondos adagolás és ellenőrzés esetén – sok betegség gyógyításánál előnyösen alkalmazható (röntgenterápia, pl. rosszindulatú daganatos és rákos megbetegedéseknél).

### Nagyrendszámú atomok azonosítása
A karakterisztikus röntgensugárzáskor az adott anyagi minőségű atomra jellemző színkép alapján meghatározhatók ismeretlen nagyobb rendszámú atomok. Ugyanezen módszer segítségével a kristályok, ásványok, kőzetek összetételének vizsgálata is lehetséges.

### Élelmiszer-vizsgálat, -kezelés
A röntgentechnológia felhasználható az élelmiszerek ellenőrzésére, a fizikai szennyeződések érzékelésére és minőségi célok érdekében az élelmiszerek belső szerkezetének tanulmányozására is. Élelmiszerek tartósítására, csírátlanítására is használható.

## Története
A röntgensugárzás felfedezése az akkoriban sokak által vizsgált katódsugárzással kapcsolatos kísérleteknek köszönhető. Ilyen kísérleteket végzett többek között: Ivan Pului, William Crookes, Johann Wilhelm Hittorf, Eugen Goldstein, Heinrich Hertz, Lénárd Fülöp, Nikola Tesla, Thomas Edison, Joseph John Thomson és persze maga Wilhelm Conrad Röntgen. Hermann von Helmholtz elméleti módszerekkel vizsgálta az akkor még nem azonosított jelenséget. Edison és Charles Glover Barkla közvetlenül a felfedezés után végeztek idekapcsolódó kísérleteket. Max von Laue neve a röntgendiffrakció jelenségének felfedezéséhez köthető.
Johann Hittorf (1824–1914) megfigyelte, hogy a vákuumcső negatív elektródájából sugárzás lép ki, ami a cső üvegfalával találkozva fluoreszcenciát okoz. Ezt a sugárzást 1876-ban Goldstein nevezte el katódsugárzásnak. Később William Crookes vizsgálta a ritka gázokban történő energiakisülést, és megalkotta a róla elnevezett Crookes-csövet. Ez volt a mai értelemben véve az első katódsugárcső, amiben a vákuumban lévő elektródák között nagy elektromos feszültség van. Azt vette észre, ha exponálatlan fotólemezt tesz a cső közelébe, akkor árnyékfoltok keletkeznek rajta, de nem vizsgálta tovább a jelenséget.

### Tesla
Tesla 1887 áprilisában kezdte el vizsgálni a jelenséget egy saját tervezésű nagyfeszültségű vákuumcsővel és a Crookes-csővel. Technikai publikációiból kiderül, hogy olyan speciális egyelektródás csövet fejlesztett ki, amelyben nem volt céltárgyként elektróda. Erről 1897-ben a New York-i Tudományos Akadémia előtt tartott előadásában számolt be.
A Tesla műszere mögött álló jelenséget hívjuk ma fékezési sugárzásnak. 1892-től Tesla sok kísérletet végzett, de nem határozta meg a sugárzás mibenlétét. Nem közölte eredményeit, és nem tette széles körben ismertté. Későbbi röntgenkísérletei bírták rá, hogy figyelmeztesse a tudományos közösséget a röntgensugárzás biológiai kockázataira.

### Hertz
Hertz 1892-ben kezdte vizsgálni a sugárzást, és kimutatta, hogy nagyon vékony fémfólián (például alumíniumon) képes áthatolni. Lénárd Fülöp (Hertz egyik magyar származású hallgatója) továbbvitte a kísérleteket. Kifejlesztette a katódsugárcső egy változatát, és megvizsgálta, mennyire hatol át a sugárzás különböző anyagokon. 

### Helmholtz
Helmholtz úgy írta fel a fény elektromágneses elméletén alapuló matematikai összefüggéseket, hogy nem tudatosult benne, röntgensugárzást vizsgál. Röntgen felfedezése előtt felvetette, hogy diszperzió jöhet létre, de ő maga nem végzett röntgensugárzással kapcsolatos kísérleteket (Wiedmann's Annalen, XLVIII. kötet).

### Röntgen

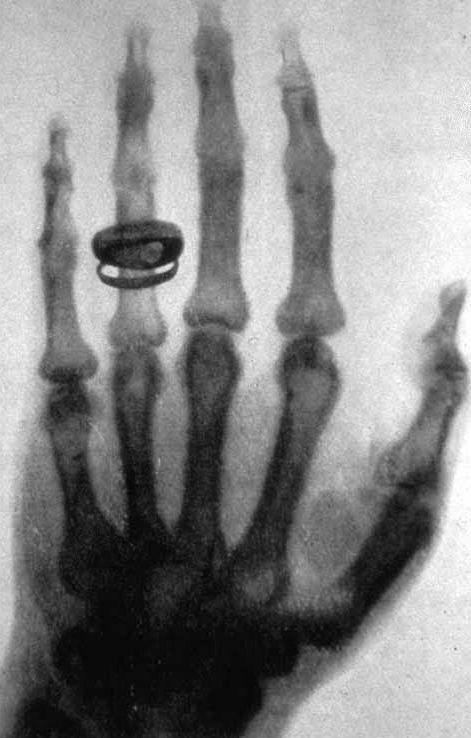
Egy Röntgen által készített röntgenfelvétel (radiogram)

1895 novemberében Wilhelm Röntgen német tudós vizsgálni és jegyezni kezdte az otthoni laboratóriumában végzett Crookes vákuumcsöves kísérleteit.
November 8-án azt vette észre, hogy egy exponálatlan fotólemez, amely egy asztal alsó fiókjában, bőrtokban volt, fekete csomagolópapírba csavarva, rejtélyes módon „fényt kaphatott”, mert egy kulcs képe jelent meg rajta. A helyiségben az egyetlen kulcs a kertkapu kulcsa, ugyanennek az asztalnak a felső fiókjában volt, ahova több mint egy éve tették. A fotólemezen ennek a kulcsnak a képe jelent meg.
Röntgen észrevette, hogy az asztal és a fiókok a falra szerelt Crookes-csővel egy vonalban vannak. Azonban a Crookes-cső nem bocsátott ki látható fényt és nyilvánvaló volt, hogy fény nem kerülhetett úgy az alsó fiókba, egy bőrtokon és a benne lévő csomagolópapíron keresztül a fotólemezre úgy, hogy közben a felső fiókban lévő kulcs képe a lemezre kerüljön. Bármi volt is, ami a képet létrehozta, a kulcson, vagyis a fémtárgyon nem haladt át, ezért az a rész sötét maradt a fotólemezen.
Akkoriban már más tudósok is feltételezték, hogy a Crookes-cső valamiféle sugárzást bocsát ki, és ezt katódsugárzásnak nevezték, mivel az üvegcsőben lévő egyik fémlemezből indult ki (amit katódnak neveztek). Crookes azt gondolta, hogy ezek a sugarak talán egy másik világból erednek. Azonban senki sem mérte vagy tanulmányozta ezeket az ismeretlen sugarakat.
Röntgen feltételezte, hogy ez a katódsugárzás lehet az oka a fotólemezen megjelenő képnek. Kéthetes kísérletezés során bizonyította ezeknek a rejtélyes sugaraknak a létezését, melyeket X-sugaraknak nevezett el (a számításokban az x általában az ismeretlent jelöli). (A világ számtalan helyén ezt a sugárzást ma is X-ray néven ismerik). Megállapította, hogy a sugárzás áthatol fán, papíron, ruhán, sőt több fémen is, kivéve a nagyobb sűrűségű fémeket, pl. az ólmot.
Kísérleteiben Röntgen bárium-platina-cianid sóval (ez egyfajta fluoreszkáló só) átitatott papírt függesztett a labor falára. Amikor bekapcsolta a Crookes-csövet és a papírra irányította, a papír halványzölden világítani kezdett (a megfigyeléshez valószínűleg teljes sötétség kellett). Amikor egy vaslemezt tartott a papír elé, az fekete maradt a vaslemez helyén, és csak a többi helyen világított. Röntgent meglepte, hogy a vaslemezt tartó kezének csontjai is meglátszódtak a képen. Amikor ujjait mozgatta, az azokat körülvevő zöld körvonal ugyanúgy mozgott. Röntgen felesége felsikoltott, amikor ezt meglátta, és azt mondta, hogy a sugarak a halál előhírnökei (hiszen addig csak a holtak csontjai voltak láthatók). Röntgen azonban még hat hétig intenzíven kísérletezett, mielőtt megjelentette volna eredményeit a később röntgensugaraknak nevezett jelenség természetéről és lehetséges felhasználásáról. Illusztrációként neje gyűrűs kezének röntgenfelvételét mutatta be.
Egy hónapon belül az egész világ a röntgensugarakról beszélt. A szkeptikusok halálsugárnak tartották, ami majd elpusztítja az emberi fajt. Az álmodozók csodának tekintették, aminek a segítségével a vakok látni fognak és amivel bonyolult ábrákat és rajzokat lehet majd a tanulók fejébe sugározni. Az orvosok úgy vélték, egy ima meghallgatásra talált.
1895. december 28-án írt egy cikket „Egy újfajta sugárzásról: előzetes közlemény” címmel, és beküldte a Würzburgi Fizikai-Orvosi Folyóirathoz. Ez volt az első hivatalos közlemény a röntgensugárzás kategorizálásáról. Röntgen kapta a legelső fizikai Nobel-díjat ezért a felfedezéséért.

### Edison
1895-ben Thomas Edison a röntgensugárzás hatására fluoreszkáló anyagokat vizsgált, és azt találta, hogy a kalcium-volframát a leghatékonyabb ilyen anyag. 1896 márciusa körül a fluoroscope, amit kifejlesztett, az orvosi röntgenvizsgálatok szabványává vált. 1903 körül Clarence Madison Dally nevű üvegfúvójának halála után mégis abbahagyta kísérleteit. Dally a röntgencsöveket a saját kezein próbálta ki, és olyan komoly rákot kapott, hogy mindkét kezét amputálni kellett, hogy az életét megmentsék..

### A 20. század
1906-ban Charles Barkla fizikus felfedezte, hogy a röntgensugárzás szóródik gázokon, és mindegyik elemnek van egy rá jellemző, úgynevezett karakterisztikus sugárzása. 1917-ben fizikai Nobel-díjat kapott ezért a felfedezéséért.
A röntgensugárzás orvosi célú felhasználásában a sugárkezelés kifejlesztésével John Hall-Edwards volt az első. 1908-ban bal karját amputálni kellett bőrgyulladás Archiválva 2012. szeptember 28-i dátummal a Wayback Machine-ben terjedése miatt. Az 1950-es években fejlesztették ki a röntgenmikroszkópot.
Az 1980-as években a Reagan-adminisztráció egy röntgenlézer készülékre alapozta az ún. ’Strategic Defense Initiative’ (Csillagháborús) programját, de a készülék első és egyetlen próbája, amelynek során egy termonukleáris robbanás által keltett lézersugár romboló hatását tesztelték, bizonytalan eredményeket produkált.
Az 1990-es években felbocsátották a Chandra röntgenobszervatóriumot, lehetővé téve a röntgensugárzó nagyenergiájú folyamatok tanulmányozását. A világűr röntgenképe nem statikus, nagy változások látszanak benne, ilyen például amikor egy fekete lyuk beszippant egy csillagot, vagy két galaxis ütközik, de röntgensugárzók a nóvák, a neutroncsillagok és más égi objektumok is.